# Грюнвальд, Манфред
Манфред Грюнвальд (нем. Manfred Grunwald; 18 апреля 1929, Берлин, Германия — 23 января 2008, Эрланген, Германия) — немецкий мотогонщик, чемпион мира по шоссейно-кольцевым гонкам в классе мотоциклов с колясками 1957 года в качестве пассажира, чемпион Германии 1957 года.

## Спортивная карьера
Манфред Грюнвальд дебютировал в Чемпионате мире по гонкам на мотоциклах с колясками вместе со своим другом Фрицем Хиллебрандом в 1953 году. Грюнвальд был на 12 лет моложе Хиллебранда и имел значительно меньший опыт выступлений, но, тем не менее, они составили сильный дуэт, успешно выступавший как в Чемпионате мира, так и в локальных гонках, в частности, в чемпионате Германии. Пиковым годом выступлений для дуэта стал 1957-й, когда они выиграли оба чемпионата.
Тем не менее, этот же год стал трагическим. Хиллебранд и Грюнвальд выиграли три первых этапа чемпионата, затем финишировали третьими в Бельгии. Чемпионский титул был выигран досрочно, за этап до конца Чемпионата мира. Во время тренировки перед внезачётным Гран-При Бильбао в Испании Хиллебранд на скорости 150 км/ч задел километровую отметку на обочине, и его мотоцикл на полном ходу врезался в фонарный столб. Грюнвальд отделался лёгкими травмами, а Хиллебранд погиб на месте.
После смерти Хиллебранда Манфред Грюнвальд принял решение завершить карьеру.

## Частная жизнь
После ухода из гонок, в 1958 году Манфред Грюнвальд женился на известной немецкой мотогонщице Ингеборг Штолль-Лафорж, также выступавшей в гонках на мотоциклах с колясками в качестве пассажира в паре с французским пилотом Жаком Дрионом. 28-летняя Штолль объявила, что сезон 1958 года станет для неё последним, но 24 августа того же года она разбилась насмерть на Гран-при Чехословакии под Брно вместе со своим пилотом.
Позже Манфред Грюнвальд переехал в небольшой город Эрланген, где и прожил остаток жизни в качестве владельца школы по обучению вождения.

## Результаты выступлений в Чемпионате мира по шоссейно-кольцевым гонкам на мотоциклах с колясками
| Легенда к таблице |                                                 |
| --- | ----------------------------------------------- |
| В таблице перечислены результаты всех этапов чемпионата мира, в которых принимал участие гонщик либо пассажир. Строками таблицы являются сезоны, столбцами все гонки этапов чемпионата мира, напарник и мотоцикл. В клетках указаны сокращённое название этапа и результат, клетка дополнительно обозначена цветом. Расшифровка обозначений и цветов представлена в нижеследующей таблице. |                                                 |
| \| Пример \| Описание \| \| ------------ \| ----------------------------------------------- \| \| 1 \| Победитель \| \| 2 \| Второе место \| \| 3 \| Третье место \| \| \| Финишировал в очковой зоне \| \| \| Финишировал вне очковой зоны \| \| НКЛ \| Не классифицирован \| \| Сход \| Не финишировал \| \| НКВ \| Не прошёл квалификацию \| \| НПКВ \| Не прошёл предварительную квалификацию \| \| ДСК \| Дисквалифицирован \| \| ИСК \| Исключён из протокола соревнований \| \| НС \| Не стартовал в гонке \| \| Т \| Травмирован или болен \| \| ОТК \| Отказ от участия \| \| НТР \| Прибыл на соревнования, но на трассу не выезжал \| \| НПР \| Не прибыл к началу соревнований \| \| НД \| Недопущен до старта \| \| О \| Гонка отменена \| \| \| Не участвовал \| \| Поул-позиция \| \| \| Быстрый круг \| \| |                                                 |
| Пример | Описание                                        |
| 1 | Победитель                                      |
| 2 | Второе место                                    |
| 3 | Третье место                                    |
| | Финишировал в очковой зоне                      |
| | Финишировал вне очковой зоны                    |
| НКЛ | Не классифицирован                              |
| Сход | Не финишировал                                  |
| НКВ | Не прошёл квалификацию                          |
| НПКВ | Не прошёл предварительную квалификацию          |
| ДСК | Дисквалифицирован                               |
| ИСК | Исключён из протокола соревнований              |
| НС | Не стартовал в гонке                            |
| Т | Травмирован или болен                           |
| ОТК | Отказ от участия                                |
| НТР | Прибыл на соревнования, но на трассу не выезжал |
| НПР | Не прибыл к началу соревнований                 |
| НД | Недопущен до старта                             |
| О | Гонка отменена                                  |
| | Не участвовал                                   |
| Поул-позиция |                                                 |
| Быстрый круг |                                                 |

| Год  | Пилот           | Мотоцикл | 1     | 2     | 3     | 4        | 5        | 6     | Место | Очки    |
| ---- | --------------- | -------- | ----- | ----- | ----- | -------- | -------- | ----- | ----- | ------- |
| 1953 | Фриц Хиллебранд | BMW      | BEL   | FRA   | ULS   | SWI      | NAT 6    |       | 14    | 1       |
| 1954 | Фриц Хиллебранд | BMW      | MAN 2 | ULS 4 | BEL 4 | GER Сход | SUI Сход | NAT 5 | 5     | 14      |
| 1955 | Вальтер Шнайдер | BMW      | ESP   | MAN   | GER 3 | BEL      | NED      | NAT   | -     | 4       |
| 1956 | Фриц Хиллебранд | BMW      | MAN 1 | NED 1 | BEL 4 | GER 2    | ULS Сход | NAT 3 | 2     | 26 (29) |
| 1957 | Фриц Хиллебранд | BMW      | GER 1 | MAN 1 | NED 1 | BEL 3    | NAT      |       | 1     | 28      |

## Результаты выступлений на гонке Isle of Man TT[7]
| Год  | Класс      | Мотоцикл | Пилот           | Позиция в классе |
| ---- | ---------- | -------- | --------------- | ---------------- |
| 1954 | Sidecar TT | BMW      | Фриц Хиллебранд | 2                |
| 1956 | Sidecar TT | BMW      | Фриц Хиллебранд | 1                |
| 1957 | Sidecar TT | BMW      | Фриц Хиллебранд | 1                |